# Seigneux
Seigneux är en ort i kommunen Valbroye i kantonen Vaud i Schweiz. Den ligger cirka 29,5 kilometer nordost om Lausanne. Orten har cirka 355 invånare (2020).
Orten var före den 1 juli 2011 en egen kommun, men slogs då samman med kommunerna Cerniaz, Combremont-le-Grand, Combremont-le-Petit, Granges-près-Marnand, Marnand, Sassel och Villars-Bramard till den nya kommunen Valbroye.